# Tulostoma domingueziae
Tulostoma domingueziae es una especie de hongo del género Tulostoma, de la familia Agaricaceae, orden Agaricales. Fue descrita por Hern. Caff.

## Distribución
Se distribuye por América del Sur.